# Instituto Obrero de Valencia

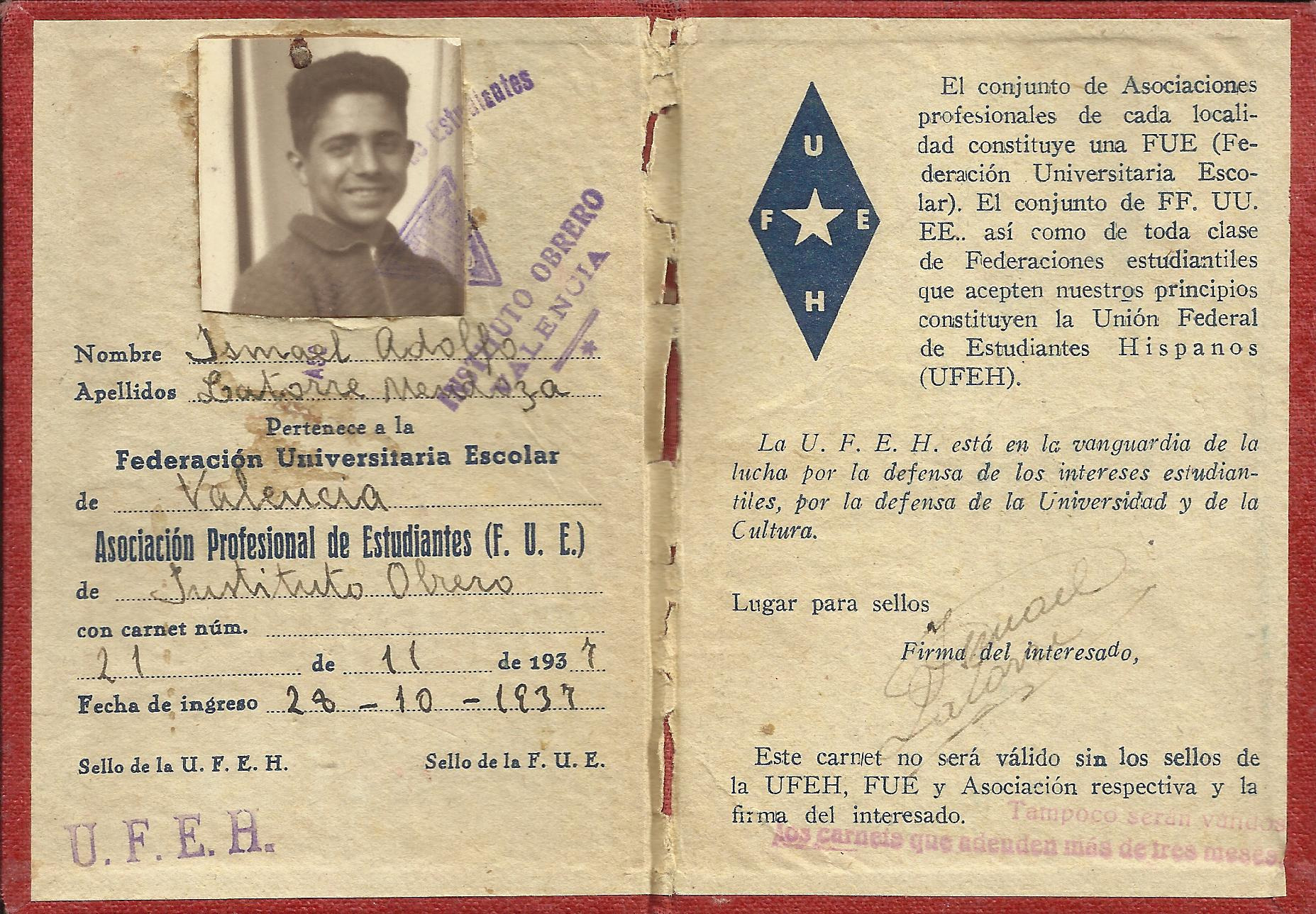
Carnet de Ismael Latorre Mendoza del Instituto Obrero de Valencia, 28-10-1937

El Instituto Obrero de Valencia fue el primer Instituto Obrero creado por el Gobierno de la Segunda República Española en la ciudad de Valencia (España) en 1936, iniciada ya la guerra civil española, con la finalidad de dotar a las clases populares, de un nivel adecuado en formación y conocimientos, para elevar el nivel cultural del país y, a la vez, preparar a un grupo de personas para las labores de reconstrucción que serían necesarias cuando finalizara la guerra.
Tras el ensayo positivo en el Instituto Obrero de Valencia se crearon otros Centros: en Sabadell (Provincia de Barcelona) donde se creó el segundo Instituto Obrero de Sabadell; en Barcelona el Instituto Obrero de Barcelona, y en Madrid el Instituto Obrero de Madrid. Hubo más proyectos, como el del Instituto Obrero de Alcoy, Alcoy (Provincia de Alicante).

## Antecedentes
Iniciada la Guerra Civil, el gobierno de la República emprendió un ensayo pedagógico encaminado a formar a los mejores estudiantes de entre las obreras y obreros antifascistas, mayores de quince años, con capacidad de asumir un bachillerato intensivo en cuatro semestres. Se pretendía crear una élite obrera de personas formadas y útiles para la reconstrucción democrática de España. Para ello se realizaron unas pruebas donde el futuro estudiante tenía que demostrar sus aptitudes para afrontar dos años intensivos de esfuerzo intelectual.
Las particulares características de la enseñanza que se les ofrecía eran: 
- La edad: trabajadores y trabajadoras mayores de quince años.
- Régimen de internado: los alumnos convivían junto a los profesores.
- Coeducación: total aceptación de la igualdad de género.
- La remuneración: los estudiantes obtenían unos ingresos económicos como aportación a los gastos familiares que de otra manera, como hijos de la clase obrera, hubiesen realizado trabajando.
- Enseñanza laica, científica, activa.

Comenzó así, dentro de un proyecto cultural dinámico, 

...un ensayo encaminado a alcanzar rápidamente los beneficios de la enseñanza superior, las mejores capacidades que ofrezcan la garantía de su absoluta lealtad.

## El Instituto Obrero de Valencia
El Instituto Obrero de Valencia, el primero en iniciar las clases, se vio favorecido por la situación de la ciudad en la retaguardia republicana hasta el final de la contienda. Al producirse el asedio a Madrid, el gobierno de Largo Caballero, se trasladó a la ciudad del Turia, convertida así en capital de la República el 6 de noviembre de 1936 y centro de peregrinaje de la intelectualidad y la cultura antifascista. La evacuación de Madrid llenó de catedráticos de gran valía el claustro de profesores del Instituto Obrero de Valencia, exiliados y depurados la mayor parte de ellos al terminar la guerra.
Los reportajes fotográficos del valenciano Luis Vidal Corella y del alemán Walter Reuter muestran las características principales de estos especiales institutos, donde se luchaba desde la cultura por un futuro de progreso igualitario, negado hasta la llegada del gobierno del Frente Popular republicano a los hijos de los obreros. El ministro de Instrucción Pública y Bellas Artes, Jesús Hernández Tomás, resaltó la creación, como obra revolucionaria, en su discurso de inauguración, el 31 de enero de 1937, realizado en el salón de actos del Instituto Escuela de Valencia, que desde ese día compartiría el edificio con el Instituto Obrero.
Las clases dieron comienzo el 1 de febrero de 1937 y durante más de dos años, equivalentes a tres semestres completos, pasaron por sus aulas algunos de los mejores profesores de esa época: Samuel Gili Gaya, Manuel Núñez de Arenas y de la Escosura, Rafael de Penagos, Juan Renau, Rafael Pérez Contel, Francisco Carreño Prieto, Alberto Sánchez Pérez, Ana Martínez Iborra, Victoria Zárate Zurita, Enrique Rioja Lo Bianco o Enrique Moliner Ruiz. También visitaron el Instituto intelectuales de la talla intelectual y humana de Antonio Machado, Jacinto Benavente, Ángel Gaos o León Felipe. En su convivencia cotidiana con los alumnos y alumnas, profesoras y profesores supieron transmitirles un universo de valores democráticos, con el ejemplo diario de la solidaridad y el espíritu de superación. El Instituto Obrero de Valencia mantuvo vínculos con el Grupo Femenino de la Residencia de Estudiantes, que se trasladó a Valencia en 1936, al inicio de la Guerra Civil. 
El Instituto Obrero de Valencia estaba ubicado en la actual avenida Fernando el Católico, en el antiguo y conocido edificio de los Jesuitas. En él iniciaron su formación tres convocatorias de las cuatro necesarias para que los alumnos completasen el plan de bachillerato intensivo. Al finalizar el primero y segundo curso, la gran mayoría del alumnado masculino se incorporó voluntariamente al frente para defender con las armas al gobierno legítimo de la República Española, aquel que les había dado la oportunidad de cursar unos estudios de gran calidad formativa y humana, en una época en que las clases trabajadoras apenas podían permitirse la formación primaria.
Esta experiencia educativa, aunque no pudo ser llevada a su término, marcó la formación, la identidad, la personalidad y el rumbo de las vidas de los alumnos y alumnas que tuvieron el privilegio de pasar por sus aulas. La totalidad de los estudiantes de los Institutos Obreros de Valencia, Sabadell, Barcelona y Madrid tuvieron la misma intención: el deseo de cambiar el mundo.

## Continuidad del Instituto
Perdieron la guerra y su memoria quedó desde 1939 proscrita por la dictadura. En 1975, un grupo del antiguo alumnado se reunió en Valencia y años más tarde1986 fundó una asociación, la Asociación Cultural Instituto Obrero (ACIO), que hoy en día se reúne en los locales de la centenaria Sociedad Coral el Micalet de València. Los que fueron alumnos y alumnas, la generación perdida, nos enseñaron sus vivencias, trasmitiendo su historia. El Fondo Oral de la ACIO conserva sus historias de vida en su Archivo, así como otros testimonios de los protagonistas de la Segunda República durante la guerra. La institución ACIO pertenece a la Asociación Valenciana para la Investigación con Fuentes Orales (AVIFOR), con sede el la Universidad de Alicante.
La ACIO creó en el año 2009 un grupo de investigación denominado GIACIO, que colabora con organizaciones públicas y privadas, instituciones académicas e investigadores independientes. 
Desde el año 2014 la Asociación está presidida por Cristina Escrivá Moscardó, que también coordina el Grupo de Investigación de la Asociación Cultural Instituto Obrero, GIACIO.